# Feldmarescialli del Sacro Romano Impero
Questa è una lista di quanti ricoprirono il grado di feldmaresciallo del Sacro Romano Impero. La carica corrispondeva a quella di supremo capo dell'esercito imperiale, sottoposto direttamente e unicamente al solo imperatore.

## XVI secolo
- 1542 – Johann Hilchen von Lorch (1484–1548)
- 1557 – Adam von Trott († 1564)

## XVII secolo
- 1605 - Johann Tserclaes, conte di Tilly (1559–1632)
- 1606 - Michael Adolph von Althann (1574–1638)
- 1618 - Karel Bonaventura Buquoy (1571–1621)
- 1622 - Girolamo Carafa, marchese di Montenero (1564–1633)
- 1622 - Johann Jakob von Bronckhorst-Batenburg (1582–1630)
- 1625 - Rambaldo XIII di Collalto (1575–1630)
- 1625 - Gottfried von Pappenheim (1594–1632)
- 1625 - Albrecht von Wallenstein (1583–1634)
- 1626 – Baltasar de Marradas (1560–1638)
- 1627 – Conte Heinrich von Schlick zu Bassano und Weißkirchen (1580–1650)
- 1628 – Hans Georg von Arnim-Boitzenburg (1583–1641)
- 1629 – Conte Johann Jakob von Bronckhorst-Batenburg (1582–1630)
- 1629 – Marchese Torquato Conti di Guadagnolo (1591–1636)
- 1631 – Rudolf von Tiefenbach (Teuffenbach zu Mayerhofen) (1582–1653)
- 1632 - Johann von Aldringen (1588–1634)
- 1632 – Mattia Galasso (1584–1647)
- 1632 – Heinrich von Holk (1599–1633)
- 1632 – Conte Hannibal von Schauenburg (Schaumburg) (1582–1634)
- 1633 – Christian von Ilow (1585–1634)
- 1633 – Conte Philipp von Mansfeld (1589–1657)
- 1634 – Arciduca Ferdinando d'Austria (1608–1657), comandante supremo dopo la morte di Wallenstein; dal 1637 Imperatore del Sacro Romano Impero
- 1634 – Rudolf Hieronymus Eusebius von Colloredo-Waldsee (1585–1657)
- 1634 - Principe Ottavio Piccolomini, duca di Amalfi (1599–1656)
- 1634 – Conte Melchior von Hatzfeldt (1593–1658)
- 1636 – Duca Carlo II d'Elbeuf (1596–1657)
- 1637 – Principe Mattias de' Medici (1613-1667)
- 1638 – Principe Massimiliano del Liechtenstein (1578–1645)
- 1638 – Duca Federico Savelli (1583–1649)
- 1639 – Arciduca Leopoldo Guglielmo d'Austria (1614–1662)
- 1639 – Marchese Francesco Antonio del Carretto, II marchese di Grana (1594–1651)
- 1639 – Conte Gottfried Huyn von Geleen, barone di Geleen, Amstenraedt e Wachtendonck (circa 1598–1657)
- 1641 – Duca Franz Albrecht von Sachsen-Lauenburg (1598–1642)
- 1642 – Conte Peter Melander von Holzappel (1589–1648)
- 1644 – Conte Johann von Götzen (1599-1645)
- 1647 – Principe Václav Eusebius František von Lobkowicz, duca di Sagan (1609–1677)
- 1647 – Johann von Werth (1591–1652)
- 1648 – Marchese James Graham, I marchese di Montrose (1612–1650)
- 1648 – Hans Christoph von Puchheim (1605–1657)
- 1648 – Barone Johann von Reuschenberg (1603–1660)
- 1649 – Marchese Alessandro del Borro (1600–1656)
- 1650 – Conte Walter Leslie (1607–1667)
- 1651 – Conte Adrian von Enkevort (1603–1663)
- 1655 – Conte Adam Forgách von Ghymes und Gács (1601–1681)
- 1658 - Raimondo Montecuccoli (1609–1680)
- 1659 – Margravio Federico di Baden-Durlach (1617–1677)
- 1660 – Principe Annibale Gonzaga (1602–1668) – Governatore della città di Vienna
- 1664 – Margravio Leopoldo Guglielmo di Baden-Baden (1626–1671)
- 1664 – Philipp Florinus von Pfalz-Sulzbach (1630–1703)
- 1664 – Jean-Louis Raduit de Souches (1608–1682)
- 1664 – Otto Christoph von Sparr (1599 o 1605–1668)
- 1670 – Johann von Sporck (1595–1679)
- 1672 – Duca Alexander de Bournonville (1616–1690), entrò al servizio spagnolo nel 1676
- 1675 – Duca Carlo V di Lorena (1634–1690)
- 1676 – Duca Giovanni Adolfo di Schleswig-Holstein-Sonderburg-Plön (1634–1704)
- 1682 – Ernst Rüdiger von Starhemberg (1638–1701), difensore di Vienna nel 1683
- 1682 – Principe Giorgio Federico di Waldeck (1620–1692)
- 1683 – Margravio Hermann von Baden-Baden (1628–1691)
- 1683 – Kaspar Zdeněk Kaplíř von Sulevic (1611–1686), organizzatore logistico della difesa di Vienna nel 1683
- 1683 - Enea Silvio Caprara (1631–1701)
- 1683 – Ottone Enrico Del Carretto, marchese di Savona (1629–1685)
- 1683 – Johann Heinrich von Dünewald (1617–1691)
- 1683 – Conte Jakob Leslie († 1691)
- 1683 – Duca Giulio Francesco di Sassonia-Lauenburg (1641–1689)
- 1686 – Margravio Luigi Guglielmo di Baden-Baden (1655–1707) – der Türkenlouis
- 1687 – Conte Rudolf von Rabatta (1636–1688)
- 1687 – Principe Carlo Teodoro Ottone di Salm, wildgravio di Daun e Kyburg, rheingravio di Stein (1645–1710)
- 1688 – Conte Antonio Carafa (1642–1693)
- 1688 – Carlo Eugenio di Croÿ (1651–1702)
- 1689 – Heinrich Franz von Mansfeld, principe di Fondi (1641–1715)
- 1689 – Conte Johann Carl Graf Serény († 1690)
- 1689 – Maximilian Lorenz von Starhemberg (circa 1640–1689)
- 1689 – Principe Cristiano Ludovico di Waldeck (1635–1706)
- 1690 – Principe Valeriano di Nassau-Usingen (1635–1702)
- 1691 – Margravio Cristiano Ernesto di Brandeburgo-Bayreuth (1644–1712)
- 1693 - Principe Eugenio di Savoia (1663–1736), Prinz Eugen
- 1694 – Wilhelm Johann Anton Graf Daun (1621–1706)
- 1694 – Conte Johann Karl Graf von Pálffy ab Erdöd († 1694)
- 1694 – Barone Ferdinand von Stadl (1643–1694)
- 1694 – Visconte Francis Taaffe, III conte di Carlingford (1639–1704)
- 1694 – Conte Federico Ambrogio Veterani (1650–1695)
- 1694 – Duca Federico Carlo di Württemberg-Winnental (1652–1698)
- 1696 – Hermann Otto von Limburg-Stirum (1646–1704)
- 1696 – Carlo Francesco di Lorena, principe di Commercy (1661–1702)
- 1696 – Principe Leopoldo Filippo Montecuccoli (1663–1698)
- 1696 – Barone Johann Carl von Thüngen (1648–1709)
- 1699 – Principe Filippo d'Assia-Darmstadt (1671–1736)

## XVIII secolo
- 1701 – Marchese Ferdinando degli Obizzi (1640-1710)
- 1701 – Don Cesare Michelangelo d'Avalos, marchese del Vasto e di Pescara, principe di Francavilla (1667–1729)
- 1704 – Conte Jean-Louis de Bussy-Rabutin (1642–1717)
- 1704 – Sigbert Heister (1646–1718)
- 1704 - Guido von Starhemberg (1657–1737)
- 1704 - Carlo Tommaso di Lorena (1670–1704)
- 1704 - Giovanni Ernesto di Nassau-Weilburg (1664–1719)
- 1704 – Conte Johann Franz Gronsfeld zu Bronkhorst und Eberstein (1640–1719)
- 1704 – Conte Ludwig von Herbeville (1635–1709)
- 1704 – Henri de Massue, Marchese di Ruvigny, conte di Galway (1648-1720)
- 1704 – Conte Siegmund Joachim von Trauttmansdorff (1636–1706)
- 1705 – Don Juan Tomás Enríquez de Cabrera, VII duca di Medina de Rioseco (1652–1705)
- 1705 – Conte Friedrich Castell († 1718)
- 1706 – Conte Jacques-Louis de Noyelles († 1708)
- 1707 – Conte Leo Ulfeldt (1651–1716)
- 1707 – Conte Leopold Schlik zu Bassano und Weisskirchen (1663–1723)
- 1707 – Conte Nikolaus Pálffy (1667–1732)
- 1707 – Massimiliano Guglielmo di Brunswick-Lüneburg (1666–1726), figlio del duca Ernesto Augusto
- 1707 – Principe Federico Guglielmo di Hohenzollern-Hechingen (1663–1735)
- 1707 – Conte Maximilian Ludwig Breuner († 1716)
- 1707 – Conte Leopold Herberstein (1655-1728)
- 1707 – Duca Eberardo Ludovico di Württemberg (1676–1733) – combatté nella Battaglia di Blenheim
- 1707 - Conte Leopold Wirich Daun (1669–1741)
- 1708 – Barone Johann Martin Gschwind von Pöckstein (1645–1721)
- 1708 – Conte Johann Josef Huyn (1637–1719)
- 1708 – Langravio Filippo d'Assia-Darmstadt (1671–1736)
- 1709 – Conte János Pálffy (1664-1751), Vater Pálffy
- 1713 – Margravio Giorgio Guglielmo di Brandeburgo-Bayreuth (1678–1726)
- 1713 – Principe Alberto Ernesto II di Oettingen-Oettingen (1669–1731)
- 1715 – Don Francisco Colmenero y Gattinara, conte di Vaderios (circa 1645–1727)
- 1715 – Margravio Carlo III Guglielmo di Baden-Durlach (1679–1738)
- 1716 – Barone Tobias von Hasslingen († 1716)
- 1716 – Marchese Scipione Guidi di Bagno (1660–1721)
- 1716 – Marchese Annibale Visconti (1660–1750)
- 1717 – Jean-Philippe-Eugène de Mérode-Westerloo (1674–1732)
- 1717 – Eberhard Friedrich von Neipperg (1656–1725)
- 1717 – Conte Franz Sebastian Thürheim (1665–1726)
- 1717 – Duca Carlo I Alessandro di Württemberg (1684–1737)
- 1717 – Conte Alexander Otto Vehlen (1657–1727)
- 1717 – Conte Stephan Stainville († 1720)
- 1717 – Karl Ernst von Rappach († 1719)
- 1717 – Don Luis de Borza, Marchese di Tarrazena († 1717)
- 1720 – Don Fernando Pignatelli, duca di Hijar († 1729)
- 1723 – Ferdinando Alberto II di Brunswick-Lüneburg (1680–1735)
- 1723 – Johann Heinrich Bürkli (1647–1730), barone di Hohenburg, dalla Svizzera
- 1723 – Conte Adam Kollonits († 1726)
- 1723 – Barone Ladislaus von Ebergényi († 1724)
- 1723 – Conte Giovanni Carafa della Spina (1671–1743)
- 1723 – Conte Maximilian Adam Starhemberg (1669–1741)
- 1723 – Conte Ercole Pio Montecuccoli (1664–1729)
- 1723 – Conte Claudio Florimondo di Mercy (1666–1734)
- 1723 – Conte Hermann Friedrich von Hohenzollern-Hechingen (1665–1733)
- 1723 – Conte Antonio Sormani (1657–1731)
- 1723 – Dominik von Königsegg-Rothenfels (1673–1751)
- 1723 – Hubert Dominik du Saix d'Arnant († 1728)
- 1723 – Barone Johann Damian Philipp von Sickingen († 1732)
- 1723 – Barone Johann Hieronymus von Jungen (1660-1732)
- 1723 – Conte Johann Philipp Joseph Harrach zu Rohrau (1678–1764)
- 1723 – Don Antonio Colón de Portugal y Cabrera, conte di La Puebla de Portugal († 1723)
- 1723 – Conte Heinrich Wilhelm Wilczek († 1739)
- 1723 – Don Josep Antoni de Rubí y Boixadors, I marchese di Rubí (1669–1740)[1]
- 1724 – Don Josep Boneu i Pi, conte della Coromina († 1724)
- 1726 – Conte Fabian von Wrangel (1651–1737)
- 1729 – Carlo Rodolfo di Württemberg-Neuenstadt (1667–1742)
- 1734 – Infante Dom Manuele Giuseppe di Braganza (1697–1766)
- 1736 – Principe Teodor Lubomirski (1683–1745)
- 1737 – Leopoldo Filippo d'Arenberg (1690–1754)
- 1737 - Friedrich Heinrich von Seckendorff (1673–1763)
- 1737 – George Olivier Wallis (1673–1744)
- 1737 – Principe Ferdinando Maria Innocenzo di Baviera (1699–1738), figlio di Massimiliano II Emanuele di Baviera
- 1737 – Conte Viktor von Philippi († 1739)
- 1737 - Ludwig Andreas von Khevenhüller (1683–1744)
- 1737 – Barone Johann Christoph von Seherr-Thoß (1670–1743)
- 1737 – Francesco Stefano (1708–1765), sposò poi Maria Teresa d'Austria e fu Imperatore dal 1745
- 1740 - Principe Carlo Alessandro di Lorena (1712–1780)
- 1741 – Gundacker von Althan (1665–1747)
- 1741 – Conte Heinrich Joseph Daun (1678–1761)
- 1741 – Conte Gaspar Fernández de Córdoba y Bazán (menzionato nelle fonti di lingua tedesca come Kaspar Fernando Cordova[2])  (1674–1756)
- 1741 – Conte Johann Hermann Franz von Nesselrode (1671–1751)
- 1741 – Principe Massimiliano d'Assia-Kassel (1689–1753), figlio del langravio Carlo I d'Assia-Kassel
- 1741 – Principe Friedrich Ludwig von Hohenzollern-Hechingen (1688–1750)
- 1741 – Juan Jacinto Vázquez y Vargas, conte di Pinos Puente (1681–1754)
- 1741 - Conte Otto Ferdinand von Abensberg und Traun (1677–1748)
- 1741 – Wilhelm Reinhard von Neipperg (1684–1774)
- 1741 – Principe Johann Georg Christian von Lobkowitz (1686–1753) – Comandante imperiale in Italia e poi Governatore di Sicilia
- 1741 – Principe Giuseppe Federico di Sassonia-Hildburghausen (1702–1787)
- 1741 – Conte József Esterházy de Galántha (1682–1748)
- 1741 – Conte Georg Emmerich Csáky von Keresztszeg (1677–1741)
- 1741 – Conte Sándor Károlyi de Nagykároly (1668–1743)
- 1744 – Cavaliere Francesco Saverio Marulli (1675–1751)
- 1745 – Principe Giuseppe Venceslao del Liechtenstein (1696–1772), riorganizzatore dell'artiglieria austriaca
- 1745 - Károly József Batthyány (1697–1772)
- 1745 – Francisco de los Ríos y de la Tour (1689–1775)
- 1745 – Conte Hermann Carl von Ogilvy (1679–1751)
- 1745 – Conte Franz Rudolf von Hohenems (1686–1756)
- 1745 – Barone Ernst Hartmann von Diemar (1682–1754)
- 1746 - Principe Carlo Augusto Federico di Waldeck e Pyrmont (1704–1763)
- 1750 – Duca Luigi Ernesto di Brunswick-Lüneburg (1718–1788)
- 1751 – Conte Franz Esterházy de Galantha (1683–1758)
- 1751 – Principe Claude Lamoral II di Ligne (1685–1766)
- 1754 – Marchese Egidio Orsini di Roma (1678–1761)
- 1754 – Principe Ferdinand de Ligne († 1766)
- 1754 – Conte Franz Wenzel Friedrich Wallis (1696–1774)
- 1754 – Marchese Antoniotto Botta Adorno (1688–1774)
- 1754 – Barone Wolfgang Siegmund von Damnitz (1685–1755)
- 1754 – Barone Carl Urban Chanclos († 1761)
- 1754 – Duca Giovanni Augusto di Sassonia-Gotha-Altenburg (1704–1767)
- 1754 – Conte Paul Carl Pálffy ab Erdöd (1697–1774)
- 1754 – Barone Philipp Ludwig von Moltke († 1780)
- 1754 - Conte Leopold Josef Daun (1705-1766)
- 1754 – Reingravio Nicola Leopoldo di Salm-Salm (1770)
- 1754 – Conte Franz Ludwig von Salburg (1689–1758)
- 1754 - Maximilian Ulysses Browne, conte del S.R.I. (1705–1757)
- 1754 – Conte Franz Sigmund von Gaisruck (1686-1769)
- 1754 – Conte Ferdinand Karl Gobert von Aspremont-Lynden (1689–1772)
- 1754 – Conte Giovanni Luca Pallavicini (1697–1773)
- 1754 – Marchese Ascanio Guadagni (1685-1759)
- 1754 – Conte Palatino Guglielmo del Palatinato-Birkenfeld-Gelnhausen (1701–1760)
- 1755 – Francesco III d'Este, duca di Modena (1698–1780)
- 1758 – Conte Palatino Federico Michele di Zweibrücken (1724–1767)
- 1758 – Conte Christian Moritz Eugen von Königsegg-Rothenfels (1705–1778)
- 1758 – Conte Kajetan Kolowrat-Krakowsky (1689–1769)
- 1758 – Conte Karl Gustav Keuhl (1694–1758)
- 1758 – Salomon Sprecher von Bernegg (1697–1758)
- 1758 – Conte Ferenc Nádasdy (1708–1783)
- 1758 – Conte Ernst Dietrich Marschall (1692–1771)
- 1758 – Conte Giovanni Battista Serbelloni (1696–1778)
- 1758 – Paolo II Antonio Esterházy, principe Esterházy de Galantha (1711–1762)
- 1760 – Conte Anton Ignaz Mercy d'Argenteau (1692–1767)
- 1760 – Conte Leopold Pálffy-Daun von Erdöd (1716–1773)
- 1760 – Conte Anton Joseph von Colloredo-Waldsee (1707–1785)
- 1765 – Principe Alberto di Sassonia-Teschen (1738–1822)
- 1766 – Duca Carlo Maria Raimondo d'Arenberg (1721–1778)
- 1766 – Franz Moritz von Lacy (1725–1801)
- 1766 – Arciduca Pietro Leopoldo d'Austria (1747–1792), granduca di Toscana, dal 1790 Imperatore
- 1766 – Ercole III d'Este, duca di Modena (1727–1803)
- 1768 – Margravio Augusto Giorgio di Baden-Baden (1706–1771)
- 1769 – Principe Christoph von Baden-Durlach (1717–1789)
- 1770 – Principe Nikolaus Joseph Esterházy von Galántha (1714–1790)
- 1772 – Arciduca Ferdinando d'Austria-Este (1754–1806)
- 1774 – Conte Andreas Hadik von Futak (1710–1790)
- 1778 – Conte Friedrich Georg zu Wied-Runkel (1712–1779)
- 1778 - Ernst Gideon von Laudon (1717-1790), General Laudon
- 1778 – Principe Franz de Paula Ulrich Kinsky von Wchinitz und Tettau (1726–1792)
- 1778 – Conte Franz Ludwig von Thürheim (1710–1782)
- 1785 – Principe Joseph Maria Karl von Lobkowicz (1725–1802)
- 1788 – Conte Karl Clemens Pellegrini (1720–1796)
- 1788 – Principe Carlo Borromeo del Liechtenstein (1730–1789)
- 1789 – Federico Giosia di Sassonia-Coburgo-Saalfeld (1737–1815)
- 1789 – Conte Michael Johann von Wallis (1732–1798)
- 1789 – Conte Joseph Maria Graf Colloredo-Mels und Wallsee (1735–1818)
- 1790 – Marchese Giacomo Botta Adorno (1729–1803)
- 1790 – Barone Blasius Columban von Bender (1713–1798)
- 1790 – Duca Federico Augusto di Nassau-Usingen (1738–1816)
- 1791 - Principe Aleksandr Suvorov (1729–1800)
- 1792 – Arciduca Ferdinando d'Austria, granduca di Toscana (1769–1824)
- 1795 – François Sebastien Charles Joseph de Croix, conte di Clerfayt (1733–1798)
- 1795 - Dagobert Sigmund von Wurmser (1724–1797)
- 1796 – Conte Friedrich Moritz von Nostitz-Rieneck (1728–1796)
- 1796 – Conte Joseph Kinsky von Wchinitz und Tettau (1731–1804)

## XIX secolo
- 1801 – Carlo d'Austria-Teschen (1771–1847)
- 1808 – Joseph Alvinczy von Berberek (1735–1810)